# Aguazul
Aguazul es un municipio de Colombia ubicado en el departamento de Casanare, distante a 27 km por tierra de la capital departamental, Yopal, y de Bogotá 361 km. Destaca por su importante producción arrocera, y porque en su territorio se encuentra el campo petrolero de Cupiagua, que lo han convertido en el municipio que recibe mayor cantidad de dinero por regalías petroleras en todo el país. Cuenta con 43 183 habitantes, de los cuales 32 910 residen en el casco urbano. Es el segundo municipio con mayor población en el departamento del Casanare, después de Yopal, su capital.

## Toponimia
De acuerdo a la historia el nombre de Aguazul se debe a que "el río Únete, presentaba en proximidades del paraje un pozo grande color azul. Allí era el sitio de recreación de todas las edades, lavadero, pescadero y pozo de recoger agua en canecas, calabazas, ollas, etc., para el consumo humano e incluso animal y para regar las plantas. El primer nombre lo quiso dar el Capitán Villamizar Flórez en su nombre: "Puerto Villamizar"". [cita requerida]
Sin embargo, también se tienen referencias de que en paralelo de Sevilla y sobre todo posterior a su destrucción, se intentó formar un municipio llamado Aguaclara (tal vez el primero nombre del hoy Aguazul).

## División Político-Administrativa
Además de su Cabecera municipal. Aguazul tiene bajo su jurisdicción los siguientes Centros poblados:
- Atalayas
- Cupiagua
- Llano Lindo
- Monterralo
- Plan Brisas
- Puente Cusiana
- San Benito
- San José
- Unete

## Geografía

### Descripción física
Aguazul se encuentra en las estribaciones de la Cordillera Oriental, en la zona de transición con las sabanas, el denominado piedemonte llanero, el cual comprende el borde este de dicha cordillera, y el límite oeste de la cuenca de los Llanos orientales. Cuenta con zonas de grandes pendientes y con zonas planas.
Cuenta con tres fuentes hídricas principales: los ríos Cusiana, Unete y Charte. Posee tres tipos de paisaje principal: montaña, piedemonte y sabana.

### Límites del municipio
Limita al norte con los municipios de Pajarito (Boyacá) y Recetor (Casanare); al sur con Tauramena y Maní (Casanare); al oriente con la capital del departamento, Yopal, y al occidente con Tauramena y Recetor.

### Otros datos
Extensión total: 1.455 km²
Extensión área urbana: 4,23 km²
Extensión área rural: 1.450,77 km²
Altitud de la cabecera municipal (metros sobre el nivel del mar): 300
Temperatura media: 27 °C
Distancia de referencia: 27 km a Yopal, capital del departamento de Casanare.

## Historia
Aunque Aguazul es un municipio reciente, con apenas un poco más de 60 años de fundación, este ha sido el fruto del trabajo, la lucha contra la violencia y el progreso.
Sobre los territorios del actual municipio de Aguazul, nació en 1588 la primera capital de la provincia de Casanare, Santiago de las Atalayas.
La última fundación de Aguazul, se realizó en 1953, luego de dos fundaciones, una con el nombre de Zapatosa, que desapareció en la violencia de los años 50, hecho que dio vida a la segunda, Sevilla, que de igual forma corrió con la misma suerte. En 1959 el poblado alcanzó la categoría de municipio.

### Santiago de Las Atalayas
Fue el resultado de una expedición privada, concedida por la Real Audiencia de Santafé Capital a Pedro Daza Mexia, vecino de la ciudad de Tunja, descendiente de los conquistadores que acompañaron al adelantado Gonzalo Jiménez De Quesada, a adentrar a tierra firme. Empresa que partió de la ciudad de Tunja, a comienzos del año de 1585, su rumbo fue yéndose por el costado oriental, descendieron la cordillera para arribar a la llanura por el sitio de donde el río Cusiana rompe el llano, punto geográfico hoy conocido como el Alto de los Farallones.
Al llegar a la región del piedemonte llanero y aplicando las leyes instituidas por la corona en tierras nuevas, fundó dos ciudades, urbes primeras erigidas en los llanos de Casanare. La primera de ellas que tituló Medina de las Torres, fundándola en el año de 1585; siguiendo este mismo margen geográfico avanzó hacia el nororiente, en donde fundó cerca al río denominado de Aguamena (hoy Río Chiquito), la ciudad de Santiago de las Atalayas, el 29 de septiembre de 1588, siendo su objetivo primario el de convertirse en una ciudad fortaleza para poder atalayar las riquezas del Dorado.
Por designios de la corona, su fundador crea una ciudad compacta, homogénea, con directrices claras; viéndose en la necesidad para ello, de adecuar esa realidad y espacio circundante que tildaron de amorfo e inerte.
La ciudad fue localizada en una provincia habitada por los naturales de origen Achagua y Cusiana, quienes desde un inicio presentaron gran resistencia a este experimento de incorporarlos paulatinamente al proceso de mestizaje cultural. La primera manifestación del choque cultural en vida de la ciudad fue la muerte de su fundador y la primera destrucción de la ciudad.
Al dividirse la región natural de los Llanos en dos entes administrativos independientes, llamados provincias; siendo denominada la parte más alta de los Llanos con división natural el curso del Río Meta; la provincia de los Llanos de Casanare, denominada en un principio con el calificativo de provincia de los Llanos de Santiago, designación concomitante por su primera capital la ciudad de Santiago y que da inicio a la nueva vida política de los Llanos. La decisión de la corona de asignar a la ciudad de Santiago como de provincia, tiene unas claras razones: una de ellas, la razón histórica de su desarrollo, consecuencia del desempeño de su apoderado. Don Adrián Vargas, asignación hecha por la Real Audiencia como pago de merced y dado en capitulación por servicios prestados, quién incentivó, repobló y reedificó la ciudad; dando muestras de eficiencia, rendimiento y aumentó de divisas a la Hacienda Real.
Otra razón fue, la de ser necesidad obligatoria del gobierno del reino, el conocer que podría crearse una división jurídico-administrativa más racional y de mayor beneficio para la corona, hecho que solucionó el gobierno central, sancionando esta redistribución de la provincia de los Llanos, ubicando como sede de gobierno provincial de lo que denominaron Llanos de Casanare a la ciudad de Santiago, única ciudad hispana de este sector y que mostraba gran adelanto.
Esta necesidad de la corona se reflejó en que no fue únicamente cabeza de gobierno en lo civil, sino que a la vez los jerarcas eclesiásticos del reino, considerando la premura de una mejor administración religiosa crearon misiones en los Llanos y designaron la ciudad como vanguardia evangelizadora.
De las principales órdenes religiosas con vínculos en la capital estuvo la de los padres jesuitas y los padres agustinianos recoletos, que llegaron en el año 1662. Los alcances de esta órdenes en tierras del Llano fueron de gran trascendencia gracias a la administración eficiente y rentable, con base en la instauración de grandes haciendas de ganado, motor generador de las empresas evangelizadoras y por consiguiente del mantenimiento de los innumerables curatos y doctrinas que fundaron y regentaron.
El desenlace histórico-social de la provincia de Casanare, con cabeza de gobierno la ciudad de Santiago, transcurrió en más de la mitad de la vida colonial y se caracterizó por ser la época de mayor florecimiento y desarrollo de la provincia en el periodo colonial. Ya después, la provincia entra en un descenso vertiginoso que se manifestó en la crisis virulenta que traía encima el sistema colonial español, luego llegaron los periodos pre y pos emancipadores con gran peso y descalabro para la región, señalándose el lento crecimiento y la decadencia de las ciudades antiguas como estaba ocurriendo con Santiago de las Atalajas, Pore y Chire que vivían urja situación de gran pobreza.
En Santiago de las Atalayas, cuyos habitantes también se empeñaron en buscar una situación más favorable para su población, localizada en las riveras del río Aguamena, en la parte de una montaña que impedía el paso de los vientos, con un clima húmedo y malsano que provocaba continuas enfermedades en sus habitantes. El gobernador Domínguez de Téjada, pronosticó que si no se cambiaba de lugar esta población se extinguiría; con el entusiasmo de algunos habitantes se trasladó dicha ciudad a un sitio llamado Chitamena al otra lado del río Cusiana, cuyos trabajos de construcción se adelantaron en agosto de 1778 (AGÑ: Poblaciones de Boyacá, Vol. 2, fi. 671).
En adelante Santiago de las Atalayas vivió un permanente litigio discutiendo si volvían al mismo sitio o si se resignaban a seguir a orillas del río Chitamena. Esta ciudad continua en franco deterioro, hasta llegar a extinguirse entre la segunda y tercera década del siglo XX, y luego desaparecer de los mapas de Casanare.

### Zapatosa y Sevilla
Los habitantes nativos y colonos que dejaron a Santiago de las Atalayas, emprendieron el camino siguiendo el cauce del río Unete y fundaron como cabecera municipal un nuevo caserío, al que llamaron SAN MIGUEL DE ZAPATOSA, hoy MONTERRALO. Su mayor auge lo alcanzó en 1920...
Algunos vecinos continuaron su trabajo en este sitio y otros emigraron a SEVILLA, pero continuando ZAPATOSA con la importancia de cabecera municipal. Los vecinos que dejaron a ZAPATOSA se instalaron en la parte elevada del río Unete, en el corregimiento de Sevilla donde poco a poco fueron apareciendo otras construcciones rudimentarias. Abandonaron así definitivamente a Zapatosa y le dieron vida al nuevo poblado, el cual fue denominado SEVILLA.
Con la época de la violencia de 1948, muchos no quisieron volver a Sevilla porque con ella quedaban solo cenizas. Otros ya se habían instalado en el sitio de El Sural, Aguazul a donde llegaba ya la carretera del Cusiana. La violencia más dura se vivió en esta ciudad...
La destrucción de Sevilla impulsó el poblamiento de Aguazul por gentes de allí mismo y de otras partes de la región y del país. No hubo traslado oficial de Sevilla a Aguazul, antes de 1951 en el paraje ya existían varias habitaciones que daban la impresión de una simple proyección de Sevilla, hacia la margen izquierda del Río Unete... 
La Violencia
Durante la época de La Violencia, el municipio de Sevilla (hoy Aguazul), así como la mayoría de Casanare fue un área controlada por las guerrillas liberales. El llano, en general, fue el fortín político y militar de estos grupos que declararon independiente la zona mediante la expedición de la Constitución de Vega Perdida.
La ciudad fue destruida por bombardeos de la Fuerza Área ordenados por el Gobierno Nacional y volvió a fundarse cruzando el río Unete, en cuyas orillas se encontraba.

### Aguazul
A través del decreto n.º 295 de 1954, firmado por el entonces Gobernador de Boyacá, Alonso Tarazona, se dio vida municipal, junto con su designación de Aguazul, decreto que se ratificó nuevamente en abril de 1956.
Aguazul es considerado un lugar ideal para crecer y vivir y allá habitan personas muy amables, trabajadoras y entre muchas más características de los aguazuleños 
Fecha de fundación: 5 de abril de 1954
Nombre de los fundador (es) : Plutarco Calderón Garzón, Carlos Vargas, Luis González Rey, Próspero Pérez, José Antonio Pérez, Marcos Pérez, Zalatiel Pérez, Julio Fuentes, Carmelo Niño Socha, Ambrosio Niño Socha, Ana Victoria Eslava, Fermín Silva, Antonio Bernal Pinzón, Arsenio Amezquita, Pastora Arias, Jorge Barrera, Cristina Barrera, Juan Forero, Angélica Gaviria, Luis Enrique Forero, Manuel Arias y su esposa Blanca Vargas, Reyes Patarroyo, Susana Avella...

## Economía local

### Agricultura y ganadería
Los renglones más importantes de su economía son la ganadería extensiva y la agricultura, donde sobresale el cultivo del arroz, que lo distingue a nivel regional; sin embargo, por la variedad de sus suelos, en Aguazul también se cultiva plátano, yuca, palma de aceite, café, cacao y maíz. Esta misma variedad hace que Aguazul sea un territorio de progreso y crecimiento industrial.

### Industria y comercio
Para la debida producción y comercialización de los productos, Aguazul cuenta con una importante infraestructura pública y privada y con excelentes relaciones comerciales regionales y naciones.

#### Casalac
La Empresa Agroindustrial Casanareña de Lácteos CASALAC, es una Empresa Industrial y Comercial, cuya finalidad es el procesamiento y venta de derivados lácteos y bebidas, con capacidad de procesar 25.000 litros de leche al día.
La empresa cuenta en la actualidad con 82 proveedores y produce 9.000 litros diarios de leche.
Casalac está ubicada en la Carrera 2 n.º 4A - 20 Zona Industrial Barrio el Porvenir, Tel. 6383997 con Nit. 844.001.936-5.
" La Anterior administración (2016 - 2019) la cerró"

#### Planta procesadora de yuca
Esta planta recién ha iniciado su producción, tiene una capacidad de 100 toneladas de yuca por día y es una de las grandes inversiones de Aguazul, con la que busca fomentar la producción de materias primas en la región, para que la industria y el comercio se vuelva autosostenible y les permita la no dependencia de las regalías petroleras.
A su vez, esta prometedora industria ha sido cuestionada duramente, después de que el municipio de Aguazul invirtiera 6.653 millones de pesos en la construcción de la planta procesadora de yuca, se alega que es un proyecto sobredimensionado que no responde a las necesidades de la región y de la comunidad, y donde apenas hoy se empieza a cultivar este tubérculo con fines comerciales.

#### Centro Comercial "La Orquídea "
Con la bendición del obispo de la parroquia de Aguazul y entre aplausos y abrazos de los propietarios y demás habitantes, se inauguró el 2 de marzo de 2009 el centro comercial”LA ORQUIDEA”. Siendo este, un gran esfuerzo que hizo la inversión privada, en esta nueva vitrina podrán encontrar variedad de productos y gamas en general.

### Bonanza petrolera
Desde 1992 a Aguazul se le ha conocido como un municipio petrolero, debido a los campos de explotación de Cupiagua ubicados en su territorio, que lo han convertido en el municipio que recibe mayor cantidad de dinero por regalías petroleras en todo el país.
Gracias a estas regalías, en la parte urbana de Aguazul, Casanare, el municipio cuenta con un alto nivel de desarrollo. Este lugar enclavado en el piedemonte llanero, a media hora por carretera de Yopal, cuenta con una buena infraestructura. Cuenta con una buena red vial pavimentada que llega incluso a varias veredas. También cuenta con andenes construidos en gran parte del espacio público del municipio, muchos de ellos con ciclo rutas.
Según la Gobernación del departamento, toda la población tiene atención médica, aunque los pobladores se quejan del mal servicio. Los niños de Aguazul disfrutan la educación gratuita preescolar, primaria y secundaria, que atrae a familias de municipios circundantes. El alcantarillado cubre a un 84% del pueblo, y el acueducto, el 70%. 
Pero este innegable bienestar que viene de los millonarios recursos de las regalías petroleras tiene lunares. Los de las obras consideradas por la comunidad como 'elefantes blancos', por ser inversiones mal planificadas. Los de la corrupción que hizo que muchos recursos se esfumaran. Y el de los paramilitares que, a fuerza de terror, dominaron por años el lugar. Aguazul fue, en relación con su población, el lugar con mayor criminalidad del país en 2000 y 2001. 
Durante las últimas cuatro alcaldías, el municipio ha acumulado proyectos sobredimensionados. Como una planta procesadora de yuca para atender 100 toneladas diarias en una región donde apenas hoy se comienza a cultivar este tubérculo, o una planta lechera que puede recibir 25.000 litros de leche al día y que solo recibe 800. O como la pista de coleo más grande del mundo, que se utiliza un par de veces al año. A esto se suma que el matadero quedó a medio hacer, por estar en un lugar inapropiado; el palacio municipal se construyó sobre un manantial, por lo que vive inundado, y el patinódromo fue edificado sin las especificaciones requeridas.
El 30 de mayo de 2011 en un artículo del diario El Tiempo ("Diez obras de no mostrar con plata de las regalías") informaba así, entre otros, sobre el proyecto de la planta procesadora de yuca: "El municipio casanareño de Aguazul salió a relucir en su momento por proyectos sobredimensionados, como el de una planta para procesar yuca. Según la Auditoría (General), la procesadora se terminó hace 7 años, pero nunca se prendieron los equipos porque no había la materia prima: la yuca. La obra actualmente está en 'práctica de pruebas' y hace 2 años y 6 meses no hay actuación de control fiscal".

### Turismo
Igualmente, el turismo se ha ido incrementando paulatinamente llegando así a ser un estilo de economía de muchos aguazuleños. Los lugares exóticos, los animales autóctonos y la seguridad son parte de una gran campaña utilizada por los aguazuleños para promover el turismo. Algunos lugares interesantes para conocer son "El Centro Recreacional y Hotel Campestre Lago Center", "Los Guaduales","centro de recreación y de vistas el mirador del valle", "Los Arucos" y "Balneario Valle Verde" que ofrecen servicios de hospedaje, piscinas, comida, y accesibilidad a Paisajes propios de la región además de gran cantidad de actividades para el entretenimiento de los visitantes.

#### Vías de acceso
Aéreas: El aeropuerto más cercano se encuentra a 30 minutos y está en la capital del departamento, Yopal; es el aeropuerto internacional categoría 8, El Alcaraván. Véase: Aeropuerto El Alcaraván
Terrestres: El municipio de Aguazul se encuentra en la región central del Casanare, en el cruce de caminos de la vía Marginal de la selva, la vía del Cusíana y el acceso a maní; de esta forma, por vía terrestre, desde Bogotá se puede acceder así:
BOGOTA - Villavicencio - Restrepo - Cumaral - Paratebueno - Barranca de Upía - Villanueva - Monterrey - El venado – AGUAZUL . Total del recorrido: 5-6 Horas
BOGOTA- El Sisga - Guateque - San Luis de Gaceno - Cruce Aguaclara - Monterrey - AGUAZUL.
BOGOTA - Tunja - Sogamoso - Pajarito - AGUAZUL. Total del recorrido: 6 horas

#### Sitios de interés y atractivos turísticos
Se cuenta con una gran oferta de sitios y atractivos turísticos para que el visitante los disfrute y haga un buen uso de ellos preservándolos para generaciones futuras.

##### Sitios naturales
Laguna Del Tinije 
Déjese enamorar por la maravillosa majestuosidad y biodiversidad natural, donde podrás admirar los ensoñadores atardeceres su flora y fauna que caracteriza la cultura llanera.
 Laguna De La Graciela 
Otra de la maravillosa biodiversidad que se engala con las espectaculares sabanas y la riqueza ganadera que posee esta región.
 Los Farallones 
Con el Acuerdo 006 del 17 de febrero de 1993, fue declarada Reserva y Patrimonio Ecológico y Cultural del municipio de Aguazul. De igual manera fue declarada como Área de Utilidad Pública e Interés Social, la zona que ocupan las montañas de los Farallones desde la periferia hasta 300 metros a la redonda.
 Santiago de las Atalayas 
Con el Acuerdo 008 del 26 de febrero de 1993, fue declarada Reserva y Patrimonio Ecológico y Cultural del municipio de Aguazul. De igual manera, fue declarada como Área de Utilidad Pública e Interés Social, la zona que forma parte del Piedemonte Llanero en las márgenes del Río Chiquito
 Cerro De La Cruz y Cueva Achagua 
Se puede disfrutar de una larga pero satisfactoria caminata ecológica para llegar a la cueva; este atractivo nos ofrece la mejor vista de la ciudad y el más bello espectáculo de los llanos orientales; pero si se es más arriesgado, se puede escalar y acortar el camino y después darse gusto de un buen descanso de hamaca, paseo a caballo y un buen plato típico de ternera a la llanera en uno de los maravillosos paradores turísticos.

##### Sitios de interés
Monumento al coleo 
Admira la maravillosa expresión artística que homenajea la cultura casanareña. Ubicado en la intersección de la avenida Román Roselli y la Marginal de la Selva, es una muestra del orgullo de ser llanero.
 Manga De Coleo "la Patona Del Llano 
Indiscutiblemente es la mejor representación del Casanare donde los llaneros demuestran la habilidad en la práctica del deporte de los llanos orientales, el coleo.
Esta edificación ha traído tanta polémica como orgullo, en ella se invirtieron más de 15.000 millones de pesos y es la mayor manga de coleo del mundo.
Coliseo De Ferias 
Situado al lado de la manga de coleo, este es donde el llanero expone sus criaderos de ganado vacuno para explotar un mercado que exige calidad; Es por eso que se le reconoce por exportar ganado en pie que proporciona una carne de excelente contextura, color y sabor que se disfruta a nivel nacional.

##### Festividades y eventos
Festival y reinado nacional del arroz: El primer festival se realizó en 1987, objetivo primordial;0 promocionar el turismo, se realizan desfiles de carrozas y exposición de platos cuyo contenido básico es el arroz.
Festival del alma sabanera: Se llevan a cabo concursos de baile: joropo, instrumentos (arpa, cuatro, maracas); de pasaje: voz recia, poemas, contrapunteo, se cuenta con participantes de Venezuela, se realizan concursos de toreo y coleo.
Clásica Ciudad De Aguazul: El municipio de Aguazul en el departamento del Casanare se ha convertido en los últimos años en paso obligado del pelotón nacional, donde año a año se realiza la Clásica Nacional Ciudad de Aguazul, que ya lleva más de 30 años de historia. El evento se realiza sobre la segunda semana del mes de octubre de cada año y ha servido como antesala al Clásico RCN. La organización la tiene el Club Ciclo Aguazul, que realiza este evento con el ánimo de congregar a los amantes del ciclismo de las categorías infantil, pre juvenil, juvenil, damas, elite y sub-23: La organización convoca a las escuelas, clubes, ligas y equipos de marca nacional e internacional, para que participen en este magno evento donde cuenta con una excelente premiación que asciende a más de $20.000.000 para todas las categorías.

## Demografía y población
El municipio de Aguazul, como algunos otros del departamento del Casanare, fue anfitrión unos de los crecimientos poblacionales más grandes que actualmente hay en el país, esto debido a la bonanza petrolera que atrajo una gran cantidad de forasteros y visitantes que duplicaron su población.
Este crecimiento poblacional se ve reflejado claramente en cifras cuando pasó en 1993 según censo nacional de tener 16.406 habitantes al año 2005 a tener 34.443 habitantes, es decir, en menos de 15 años ha tenido un crecimiento de más de 260 %, y actualmente con 69.551 habitantes su crecimiento en menos de 20 años es de más de 300 %, cifra que supera cualquier promedio nacional.
Según cifras del DANE, Del total de la población de AGUAZUL el 50,9% son hombres y el 49,1% mujeres.

## Conflicto armado
En el año 1991 fue asesinado Luis María Jiménez (El Patón) el primer alcalde por elección popular y uno de los mejores alcaldes del municipio de Aguazul, reconocido por su don de gente y servicio a la comunidad. En honor a su memoria existen los barrios Luis María Jiménez en Yopal capital del departamento de Casanare y en el municipio de Aguazul; igualmente se le dio el nombre al instituto educativo Luis María Jiménez del centro poblado de San José del Bubuy y a la manga de coleo del mismo, al palacio municipal y una vía principal del mismo municipio.
Desde la fundación de Aguazul, este territorio había contado con presencia de grupos al margen de la ley, guerrillas y delincuencia común, sin embargo, no fue sino hasta los años 90, provocado por la bonanza petrolera y las regalías que esto trajo que la inseguridad y la violencia se disparó a su punto más crítico.
Este guerra por el control del territorio y el manejo de las regalías tuvo un flagrante atentado contra la paz, la seguridad y la democracia, cuando el alcalde de Aguazul (el municipio más favorecido por las regalías del Cusiana), Juan Hernando Urrego, fue asesinado por presuntos guerrilleros del Eln.
Considerado el mejor alcalde de Casanare en ese tiempo, Juan Hernando Urrego Cristancho, de 33 años, médico cirujano de la Universidad Nacional, quien había llegado a la Alcaldía de Aguazul por el Movimiento Cívico Independiente y había encabezado la defensa del proyecto del Fondo de Regalías, fue asesinado el 19 de diciembre de 1993, a las 4:40 de la tarde, cuando regresaba de inaugurar una escuela en la vereda Bellavista, a 30 kilómetros del casco urbano de Aguazul.
A esta fecha ya se sentía el miedo en el Casanare, durante el periodo 1995-1998 este territorio fue zona de intensos combates y escenario de continuos asesinatos perpetrados por grupos paramilitares que lograron eliminar la presencia guerrillera en el municipio, excepto por la región montañosa.
Fue tanta la violencia que en años posteriores el municipio ganó el tristemente célebre título de ser el municipio más violento de Colombia, ya que Aguazul fue, en relación con su población, el lugar con mayor criminalidad del país en 2000 y 2001.
Quienes vivían en Aguazul entre 2003 y 2004 estaban expuestos a ser asesinados. A cualquier hora, integrantes de las Autodefensas Campesinas del Casanare -Acc- llegaban a billares, estaderos, plazas de mercado e incluso asaltaban vehículos para raptar a sus víctimas. Todas eran señaladas de colaborar presuntamente con la guerrilla o con el Bloque Centauros de las Autodefensas, con quien tenían una pelea casada por el territorio.
Así lo contó el que fue jefe de sicarios de las Autodefensas Campesinas del Casanare, José Reinaldo Cárdenas Vargas, alias Coplero, en una versión libre de Justicia y Paz, en la que relató cómo sus hombres asesinaron a cientos de personas inocentes, sin saber si eran o no guerrilleros o informantes del Bloque Centauros.
“No tenía certeza de esos señalamientos. Yo sólo cumplía órdenes”, dijo alias ‘Coplero’, en la versión en la que aceptó 16 crímenes.
Las dos personas que le ordenaban asesinar a personas en esa población del Casanare eran Luis Eduardo Linares Vargas, alias ‘HK’, segundo al mando de las Acc después de ‘Martín Llanos’ y señalado por ‘Coplero’ de elaborar los listados de las víctimas. “Él sabía hasta cuando uno se tomaba una cerveza. Tenía informantes entre los ganaderos, taxistas y arroceros”. Y Josué Darío Orjuela, alias ‘Solín’, el jefe de las urbanas de las Acc y quien tenía más contacto con ‘Coplero’.
Los asesinatos y desapariciones en Aguazul cumplían un patrón: ‘HK’ o ‘Solín’ elaboraban las listas de víctimas, se la entregaban a ‘Coplero’ y este, a su vez, ordenaba las retenciones a sus subalternos: alias ‘Chocolate’, ‘Toro’, ‘Malasombra’, ‘Camargo’, ‘Tribilín’, ‘Chíspiro’, ‘Menudencias’, ‘Polocho’, ‘Pintado’, ‘Gavilán’ o ‘Candela’. Las víctimas eran llevadas a fincas, interrogadas por varios días, y luego asesinadas y enterradas en fosas.
La presencia paramilitar de las Autodefensas Campesinas de Casanare, cuya base de operaciones se encontraba en los municipios aledaños de Villanueva y Monterrey, se mantuvo por seis años, posteriormente fueron erradicados de la zona por las Autodefensas Unidas de Colombia AUC, causando la muerte a más de 3.000 personas[cita requerida].
De 1995 al 2008 Los alcaldes habían recibido más de 600.000 millones de pesos, producto de las regalías petroleras y los organismos de control investigaban varios casos de posible mal manejo de esos recursos. Es tal la desconfianza, que por casi un año el gobierno nacional suspendió el giro de las regalías. Y como si fuera poco, existió la duda de si la Alcaldía de Leonel Torres entregó a los paramilitares parte de los 247.000 millones que han estado a su cargo. Los temores se sustentan en testimonios de hombres de confianza del cabecilla Martín Llanos, quien controlaba esta zona y que fue sacado de la región en 2005 tras perder una cruenta guerra con otro grupo paramilitar.
La declaración que más compromete a Torres proviene de alias 'Salomón', quien asegura que Torres era "como de la familia y de la nómina paramilitar". Además, Salomón reveló pactos firmados por cinco alcaldes de la zona en los que se comprometieron a entregar hasta el 50 por ciento de los dineros recibidos. En Aguazul los pobladores no se atreven a hacer señalamientos tan contundentes, pero sí destacan que en este período no se han visto las inversiones de otros tiempos. 
El Alcalde fue enfático en decir que no tuvo relación alguna con el grupo ilegal, y asegura que en su administración no ha habido corrupción. Explica que sus inversiones se concentran más en lo social que en obras de cemento.
Que el alcalde sea tan enfático al negar cualquier relación con los paras produce aún más inquietud sobre lo que pasó. ¿Era posible administrar el pueblo más rico en regalías de Colombia, en plena zona paramilitar, sin tener alguna clase de concesión con éstos? ¿Cómo toda la comunidad sufrió esta influencia, como el mismo ex -Alcalde reconoce, sin que tocara su administración? 
Después de esto, Aguazul cayó en una época de congelamiento y ansiedad, ya que el siguiente alcalde José Mauricio Jiménez Pérez, más conocido como "El Patón" fue arrestado la noche del 11 de octubre de 2008 por presuntos nexos con paramilitares; Pero al alcalde no se le investiga por su actual administración que debería extenderse hasta 2011, sino por la que ejerció entre los años 2001 y 2003.
La investigación se adelantó en contra del alcalde ya que para la Fiscalía es evidente que tuvo una íntima alianza con el grupo de Autodefensas Campesinas del Casanare comandadas por Héctor Germán Buitrago, alias Martín Llanos, que se convirtió en una “bien definida empresa criminal” que pudo haber conducido a la desaparición forzada de unas 1.500 personas, al reclutamiento de menores y adultos para los paramilitares y a secuestros, homicidios y extorsiones.